# Místico
Luis Ignascio Urive Alvirde (Città del Messico, 22 dicembre 1982) è un wrestler messicano sotto contratto con il Consejo Mundial de Lucha Libre.
Divenuto famoso, nella federazione messicana CMLL, con lo pseudonimo di Místico è stato sotto contratto con la WWE dove ha combattuto con il ring name Sin Cara ("senza volto") diventandone il primo interprete del personaggio. Ritornato in Messico inizialmente in AAA con il nome di Myzteziz, ha lottato in CMLL con il ring name di Caristico, per poi riprendere l'originale nome di Mistico dopo l'uscita dalla CMLL di Dralistico, l'altro interprete del personaggio.

## Biografia
Ignacio Alvirde, era figlio di Dr.Karonte, anch'esso un wrestler, ma nell'adolescenza fu cresciuto dal prete/luchador Fray Tormenta (a cui si sono ispirati per il film Nacho Libre). All'età di 14 e 16 anni venne premiato come miglior giovane wrestler messicano.
Proprio perché fu cresciuto da un prete, Mistico prese spunto per il suo nome e per la sua maschera nel mondo del wrestling. Essa ha un significato simbolico: la sfera al centro degli occhi è un'ostia e le linee sopra e sotto indicano la luce che emana, di cui c'è una variante con degli alettoni che si prolungavano dagli occhi, ispirata a quella di Averno.
La sua caratteristica principale è l'agilità; molti esperti di wrestling lo ritengono il nuovo Rey Mysterio, e uno dei più talentuosi lottatori del panorama del pro-wrestling.

## Carriera

### Allenamento e inizio carriera (1998–2003)
Urive fu allenato per il suo debutto da suo padre e suo zio Tony Salazar, ormai ritiratosi dal mondo del wrestling. Mistico fa il suo debutto il 30 aprile 1998, come Dr.Karonte Jr, all'età di 15 anni. Nel 2000 cambia il suo ring name in Astro Boy, in onore del suo fratello morto pochi mesi prima, che combatteva come l'originale Astro Boy. Più tardi fu raggiunto da un altro fratello, che combatteva come Astro Boy II, per formare un tag team. Nel 2003 Mistico viaggiò in Giappone e lavorò per la Michioku Pro Wrestling dove venne annunciato come Komachi, prendendo il posto del suo compagno Volador Jr. Che ha giocato la parte per circa un anno.

### Consejo Mundial de Lucha Libre (2004–2009)

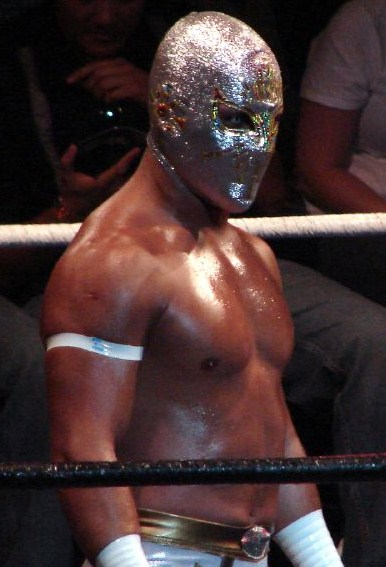
Mìstico, la gimmick che rese famoso Ignacio.

Alvirde debuttò in CMLL nel 2004 con il ring name Místico e scalò rapidamente i vertici della federazione a ritmo record tanto da vincere 15 incontri consecutivi. Il 10 aprile 2007 conquistò il CMLL World Middleweight Championship che detenne fino al 20 marzo 2009 quando lo perse, in seguito alla sconfitta contro Negro Casas. Oltre al titolo medio-massimo, conquistò anche: il CMLL National Light Heavyweight Championship e per 4 volte il CMLL World Tag Team Championship.

### New Japan Pro-Wrestling (2009–2011)
Il 4 gennaio 2009 debuttò per la New Japan Pro-Wrestling a Wrestle Kingdom III in Tokyo Dome. Místico combatté insieme a Prince Devitt e Ryusuke Taguchi battendo Averno, Gedo e Jado grazie alla sua finisher La Mistica. Dopo il match, Mistico annunciò di rimanere nella federazione giapponese in quanto gli interessava l'IWGP Junior Heavyweight Championship. Il 15 agosto 2009 vinse un match contro Tiger Mask IV diventando così il nuovo IWGP Junior Champion. Difese con successo il titolo fino all'8 novembre dello stesso anno, quando perse la cintura contro un rientrante Tiger Mask IV.
Scomparve dalle scene per 1 anno e mezzo, a seguito di un infortunio (kayfabe).

### World Wrestling Entertainment (2011-2014)

#### Striscia di vittorie (2011)

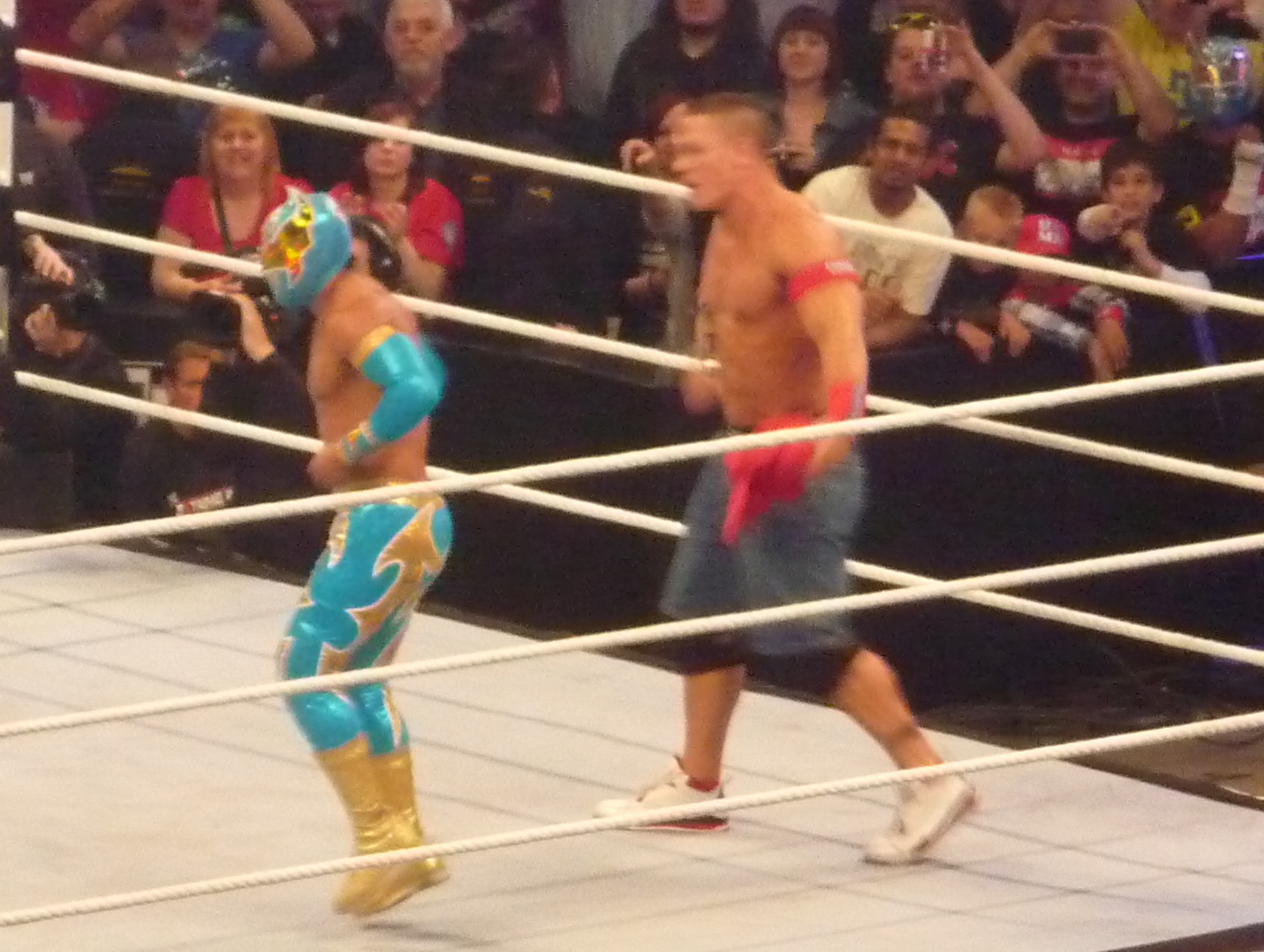
Sin Cara insieme a John Cena ai taping di Raw del 18 aprile 2011 a Londra

Il 30 gennaio 2011, SuperLuchas Magazine ha annunciato che Urive aveva firmato un contratto con la World Wrestling Entertainment. Il 24 febbraio, la WWE ha tenuto una conferenza stampa nella Città del Messico per introdurre Urive con il nome di Sin Cara (in italiano Senza Volto). Il 25 marzo, Sin Cara ha fatto il suo debutto a un evento dal vivo di Raw all'Assembly Hall di Champaign, Illinois, sconfiggendo Primo. Nella puntata di Raw del 4 aprile, Sin Cara ha compiuto il suo debutto salvando Daniel Bryan da un attacco dell'allora United States Champion Sheamus, stabilendosi come face. Nella stessa settimana a SmackDown, Sin Cara ha effettuato un'apparizione a SmackDown, questa volta attaccando Jack Swagger cementando così il suo ruolo di face. Sin Cara ha combattuto il suo incontro di debutto l'11 aprile a Raw, sconfiggendo Primo. la settimana successiva, nella puntata di Raw del 18 aprile svoltasi a Londra, Sin Cara ha combattuto in coppia con John Cena per sconfiggere l'allora WWE Champion The Miz e Alex Riley.
Nel draft del 2011, Sin Cara è passato a SmackDown, facendo la sua prima apparizione il 29 aprile quando ha sconfitto Jack Swagger.
Nel suo debutto in PPV, a Over The Limit, sconfigge Chavo Guerrero. Nella puntata di SmackDown del 27 maggio sconfigge nuovamente Chavo Guerrero, chiudendo la faida a suo favore.
Archiviata la pratica Guerrero, inizierà una breve faida con Cody Rhodes e Ted DiBiase, rimanendo comunque imbattuto. Nella puntata del 1º luglio, Sin Cara viene sconfitto per la prima volta in WWE da Christian. Dopo aver sconfitto Sheamus, nel PPV Money in the Bank non riesce a vincere l'omonimo match di SmackDown, vinto da Daniel Bryan. 

#### Faida con Sin Cara "Negro" (2011)
Appena dopo Money in the Bank, viene comunicato che Alvirde è stato sospeso per 30 giorni a causa della violazione del Wellness program. Durante questo periodo Sin Cara continuerà ad essere presente agli show, ma verrà interpretato da Jorge Arias.
Il 16 settembre il vero Sin Cara torna per confrontarsi con Black Sin Cara, che nel frattempo si era fatto squalificare per troppa violenza contro Daniel Bryan. Le settimane successive vengono ancora faccia a faccia. Nella puntata di SmackDown del 23 settembre Black Sin Cara interviene nel match fra Daniel Bryan e il vero Sin Cara, prendendo il posto di quest'ultimo e vincendo il match. Il 26 settembre, a Raw, ottiene una title shot per l'Intercontinental Championship in un 10 Men Battle Royal che viene vinta da Cody Rhodes, che conserva il titolo. Sin Cara viene eliminato da Daniel Bryan, dopo che il suo posto era stato preso dall'Impostor Sin Cara. A Hell in a Cell sconfigge Black Sin Cara. Il 7 ottobre, nella puntata di SmackDown successiva al PPV, viene sconfitto dal Campione WWE Alberto Del Rio per colpa di un attacco di Black Sin Cara. La loro rivalità termina in un Mask vs Mask match nella puntata di SmackDown del 21 ottobre, svoltasi a Città del Messico, dove il Sin Cara originale ha vinto e ha tolto la maschera a Black Sin Cara.

#### Vari match (2011-2012)
Il 7 novembre, a Raw, viene annunciato che Sin Cara farà parte del Team Orton, composto dallo stesso Randy Orton, Sheamus, Mason Ryan e Kofi Kingston che andrà contro il Team Barrett, formato da Barrett, Christian, Cody Rhodes, Jack Swagger e Hunico nel tradizionale 5 vs 5 Elimination Tag Team Match di Survivor Series. Nella puntata di Raw precedente al PPV, perde un match di coppia insieme a Kofi Kingston contro Cody Rhodes e Hunico.
Durante il PPV Survivor Series, Sin Cara si infortuna al tendine rotuleo dopo aver tentato una tecnica aerea. Dopo l'operazione al ginocchio (necessaria per il suo grave infortunio), dovrà stare fermo dai 6 ai 9 mesi per la riabilitazione.
Il 25 maggio a SmackDown viene annunciato in un promo, che Sin Cara tornerà sugli schermi la settimana successiva. Fa il suo ritorno a SmackDown, nella puntata andata in onda il 1º giugno, dove sconfigge Heath Slater con un nuovo costume tutto rosso. Batterà anche Drew McIntyre e Curt Hawkins per poi andare a No Way Out, dove sconfigge di nuovo il rivale di vecchia data, Hunico.
Nella puntata di Raw del 9 luglio, sconfigge Heath Slater qualificandosi per lo SmackDown Money In The Bank Ladder Match. A Money in the Bank non riesce a conquistare l'ambiziosa valigetta, la quale è stata vinta da Dolph Ziggler. Nella puntata di Raw numero 1000, Sin Cara vince un 6-man tag team match insieme a Rey Mysterio e Sheamus contro Dolph Ziggler, Alberto Del Rio e Chris Jericho.
Nella puntata di SmackDown prima di SummerSlam, fa coppia per la prima volta con Rey Mysterio, sconfiggendo Cody Rhodes e The Miz. A SmackDown, perde clamorosamente contro Heath Slater, a causa però all'intervento furbesco di Cody Rhodes che ha fatto girare la maschera al messicano facendogli in modo di non vedere più nulla. A Raw del 27 agosto sconfigge, in coppia con Brodus Clay, Damien Sandow e Cody Rhodes. In seguito Cody spiega su Twitter la ragione che lo ha spinto ad iniziare la sua feud con Sin Cara: la maschera. Infatti Rhodes vuole smascherare il lottatore messicano per far vedere che in realtà dietro alla maschera di Sin Cara si nasconde un viso brutto e meno affascinante del suo.
Nella puntata di Smackdown! del 31 agosto, interviene in soccorso di Rey Mysterio, attaccando Cody Rhodes e umiliandolo mettendogli una propria maschera in testa. La settimana dopo, a Raw, Sin Cara fa di nuovo coppia con Mysterio, battendo Cody Rhodes e Tensai. A SmackDown, continua la loro imbattibilità, con i due mascherati che battono Rhodes e The Miz. A Night of Champions, non riesce a conquistare il WWE Intercontinental Championship nel Fatal 4-Way Match fra lui, The Miz, Cody Rhodes e Rey Mysterio: infatti il match viene vinto da The Miz che schiena Cody Rhodes e rimane campione.

#### Tag Team con Rey Mysterio (2012)
Dopo questo match, formerà un team ufficiale con Mysterio, iniziando la scalata verso i titoli di coppia. Il 1º ottobre, a Raw, Mysterio e Cara sconfiggono Primo ed Epico, avanzando alle semifinali del torneo per decretare gli sfidanti di Kane e Daniel Bryan per i titoli di coppia a Hell in a Cell. A Raw dell'8 ottobre sconfiggono i Prime Time Players, avanzando così alla finale del torneo. Il 22 ottobre, nella finale a Raw, i messicani vengono sconfitti da Cody Rhodes e Damien Sandow. A Hell in a Cell, i due messicani combattono comunque, battendo i Prime Time Players. Nella puntata di SmackDown del 2 novembre, viene sconfitto da Darren Young. La faida con i Prime Time Players continua, con vari scontri in coppia, in match a 6 uomini e in singolo. Alle Survivor Series, fa parte del Team Clay insieme a Brodus Clay, Rey Mysterio, Justin Gabriel e Tyson Kidd, battendo il Team formato da Tensai, i Prime Time Players, Epico e Primo. La sera dopo, Kane e Daniel Bryan affrontano Rey Mysterio & Sin Cara in un match non valido per le cinture, ma nel match interferiscono i Prime Time Players che fanno chiudere il match in una squalifica a favore dei campioni. A TLC, Mysterio & Cara non riescono a diventare i primi sfidanti alle corone di coppia, poiché perdono contro i Rhodes Scholars.
Nella puntata live di SmackDown del 18 dicembre viene sconfitto da Damien Sandow e successivamente attaccato dai The Shield riportando inoltre un serio infortunio al ginocchio.

#### Ultimi match e licenziamento (2013-2014)
Ritorna il 27 gennaio alla Royal Rumble, prendendo parte al Royal Rumble Match con il numero 29 e venendo eliminato da Ryback. Nella puntata di Raw del 18 febbraio perde contro Mark Henry. A Main Event sconfigge Antonio Cesaro, mentre l'11 marzo, a Raw, viene sconfitto da Jack Swagger. Incomincia poi una faida contro Curtis Axel venendo però sconfitto. Da allora, non si è più visto negli show principali ma solo a Superstars NXT e Main Event dove ottiene molto spesso la vittoria, facendo di lui uno degli atleti più forti degli show minori. Durante la puntata di Raw del 19 agosto si infortuna al dito della mano lanciandosi fuori dal ring contro Alberto Del Rio. Il 19 ottobre 2013 Alvirde (sempre come Sin Cara) fa il suo ritorno in un WWE Live Event in un match contro Alberto Del Rio.
Il 2 dicembre la WWE ri-diede a Jorge Arias (prima noto come Hunico) il ring name di "Sin Cara".
Il 26 marzo 2014 Alvirde fu licenziato dalla corte di Vince McMahon.

### AAA (2014–2015)
Ritorna in Messico in AAA con il nome di Myzteziz. Il 12 ottobre 2014, a Héroes Inmortales VIII, affronta in un Lumberjack match La Parka, Blue Demon Jr., Australian Suicide, Daga, El Zorro, Fénix e Pentagón Jr., eliminando per ultimo quest'ultimo e aggiudicandosi così la Copa Antonio Peña. Il 24 maggio 2015, fa parte del Dream Team, capitanato da Alberto El Patrón e composto anche da Rey Mysterio, vincendo il torneo che avrebbe assegnato la Lucha Libre World Cup. Il 9 agosto 2015, a TripleMania XXIII viene sconfitto da Rey Mysterio dove, nel corso dell'incontro, compie un Turn Heel attaccando Mysterio e sfidandolo in un Mask vs Mask match (mai concretizzatosi).

### Ritorno nella Consejo Mundial de Lucha Libre (2015–presente)
Sembra che l'addio di Alvirde verso la AAA sia dovuto ai numerosi problemi avuti con El Patron Alberto.
Ritorna a sorpresa in uno show della CMLL annunciando il suo rientro nella federazione inizialmente con il ring name di Mistic 2.0, che cambiò in Caristico. Questo in quanto, durante la permanenza di Alvirde in WWE ed AAA, la gimmick di Mistico è stata assegnata al lottatore precedentemente noto come Dragon Lee (Mistico II oppure Mistico la nuova era).
Il 21 agosto 2018 Caristico sconfisse Ultimo Guerrero conquistando l'NWA World Historic Middleweight Championship per la prima volta in carriera.
Il 1º novembre 2019 Caristico e Mistico conquistarono per la prima volta (quinta volta per Caristico) il CMLL World Tag Team Championship contro i Los Guerreros Laguneros (Euforia e Gran Guerrero).
Il 24 agosto 2021 il CMLL World Tag Team Championship venne reso vacante a causa dell'abbandono di Mistico dalla CMLL.
Il giorno dopo la CMLL ri-diede ad Alvirde il ring name di Mistico.

## Personaggio

### Mosse finali
- La Mistica (Tilt-a-Whirl Headscissors into Single Arm Takedown o Tilt-a-Whirl Headscissors into Single Arm Takedown transizionato in Fujiwara Armbar)
- La Mistica DDT (Tilt-a-Whirl Headscissors into Tornado DDT) - nel 2012
- High-Angle Senton Bomb
- Diving Moonsault Side Slam
- Code Azul (Leg trap sunset flip powerbomb)
- Head Smash Hurricanrana (Hurricanrana con avversario in ginocchio)

### Soprannomi
- The International Sensation (WWE, come Sin Cara)
- Sin Cara "Azul" (2011 in WWE come Sin Cara)
- El Principe de Oro y Plata (CMLL, come Mìstico)

## Titoli e riconoscimenti
- Lucha Libre AAA Worldwide
  - Copa Antonio Peña (2014)
  - Lucha Libre World Cup (2015) – con Alberto El Patrón e Rey Mysterio

- Baja Star's Wrestling
  - BSW Intercontinental Middleweight Championship (1)

- Consejo Mundial de Lucha Libre
  - CMLL World Tag Team Championship (5) – con Negro Casas (2), Héctor Garza (2) e Místico (1)
  - CMLL World Welterweight Championship (1)
  - Mexican National Light Heavyweight Championship (1)
  - NWA World Historic Middleweight Championship (1)
  - NWA World Middleweight Championship (2)
  - CMLL Universal Championship (2022)
  - Torneo Gran Alternativa: 2004 – con El Hijo del Santo
  - Torneo Gran Alternativa: 2007 – con La Sombra
  - Torneo Gran Alternativa: 2017 – con El Soberano
  - Torneo Nacional de Parejas Increíbles (2020) – con Forastero
  - Leyenda de Plata (2006, 2007, 2008)

- Festival Mundial de Lucha Libre
  - FMLL World Championship (1)

- International Wrestling Revolution Group
  - IWRG Intercontinental Super Welterweight Championship (1)

- Lucha Libre Elite
  - Elite Middleweight Championship (1)
  - Torneo Lucha Élite (2016)

- Michinoku Pro Wrestling
  - Michinoku Trios League (2003) – con Hayate e Yamabiko
  - Fukumen World League (2016)

- New Japan Pro-Wrestling
  - IWGP Junior Heavyweight Championship (1)

- Promociones El Cholo
  - Promociones El Cholo Cruiserweight Championship (1)

- Pro Wrestling Illustrated
  - 3º tra i 500 migliori wrestler singoli nella PWI 500 (2007)

- Pro Wrestling Revolution
  - PWR Openweight World Championship (1)

- Toryumon Mexico
  - Sofia Cup (2005)

- Universal Wrestling Entertainment
  - Trofeo Bicentenario (2010)

- World Wrestling Association
  - WWA Middleweight Championship (1)

- WWE
  - Slammy Award (1)
    - Double Vision Moment of the Year (edizione 2011) con Sin Cara Negro]

- Wrestling Observer Newsletter
  - Best Box Office Draw (2006)
  - Best Box Office Draw of the Decade (2000–2009)
  - Best Flying Wrestler (2006–2007)
  - Wrestler of the Year (2006)